# Новобросковецька сільська рада
Новоброскове́цька сільська́ ра́да — адміністративно-територіальна одиниця та орган місцевого самоврядування у Сторожинецькому районі Чернівецької області. Адміністративний центр — село Нові Бросківці.

## Загальні відомості
- Населення ради: 2 195 осіб (станом на 2001 рік)

## Населені пункти
Сільській раді підпорядковані населені пункти:
- с. Нові Бросківці
- с. Заболоття

## Склад ради
Рада складається з 16 депутатів та голови.
- Голова ради: Малованюк Іван Дмитрович
- Секретар ради: Малованюк Івона Леонідівна

### Керівний склад попередніх скликань
| Прізвище, ім'я, по батькові | Основні відомості | Дата обрання | Дата звільнення |
| --------------------------- | --- | ------------ | --------------- |
| Малованюк Іван Дмитрович    | Сільський голова, 1959 року народження, освіта середня спеціальна, член Соціал-демократичної партії України (об'єднаної) | 26.03.2006   | 31.10.2010      |
| Малованюк Іван Дмитрович    | Сільський голова, 1959 року народження, освіта середня спеціальна, безпартійний                                          | 31.10.2010   |                 |

Примітка: таблиця складена за даними сайту Верховної Ради України

### Депутати
За результатами місцевих виборів 2010 року депутатами ради стали:

#### За суб'єктами висування
| Суб'єкт висування | Кількість обраних депутатів | %   |
| ----------------- | --------------------------- | --- |
| Самовисування     | 16                          | 100 |

#### За округами
| № округу | Прізвище, ім'я, по батькові    | Дата визнання обраним | Освіта             | Партійна приналежність                        | Відомості про обраного депутата                            |
| -------- | ------------------------------ | --------------------- | ------------------ | --------------------------------------------- | ---------------------------------------------------------- |
| 1        | Іліка Микола Георгійович       | 02.11.2010            | середня            | позапартійний                                 | тимчасово не працює                                        |
| 2        | Драганчук Ігор Васильович      | 02.11.2010            | середня            | позапартійний                                 | тимчасово не працює                                        |
| 3        | Паладійчук Іван Радович        | 02.11.2010            | середня спеціальна | позапартійний                                 | Сторожинецьке відділення зв'язку, водій                    |
| 4        | Григоряк Микола Дмитрович      | 02.11.2010            | середня            | член Всеукраїнського об'єднання «Батьківщина» | АЗС «Технонафта ВОК», оператор                             |
| 5        | Малованюк Івонна Леонідівна    | 02.11.2010            | середня            | член Політичної партії «Наша Україна»         | Новобросковецька сільська рада, секретар                   |
| 6        | Токарюк Оксана Тодорівна       | 02.11.2010            | вища               | член Всеукраїнського об'єднання «Батьківщина» | Бобовецька загальноосвітня школа І-ІІІ ст., вчитель        |
| 7        | Козак Зіна Костянтинівна       | 02.11.2010            | середня спеціальна | член Всеукраїнського об'єднання «Батьківщина» | Новобросковецьке відділення зв'язку, начальник             |
| 8        | Кривко Іван Миколайович        | 02.11.2010            | середня            | позапартійний                                 | приватний підприємець                                      |
| 9        | Савчук Михайло Ярославович     | 02.11.2010            | незакінчена вища   | позапартійний                                 | Чернівецький торгово-економічний інститут, студент         |
| 10       | Іліка Тетяна Олександрівна     | 02.11.2010            | вища               | член Партії регіонів                          | Новобросковецька загальноосвітня школа І-ІІІ ст., вчитель  |
| 11       | Гій Богдан Ярославович         | 02.11.2010            | вища               | позапартійний                                 | АЗС № 27, оператор                                         |
| 12       | Кудельницький Микола Петрович  | 02.11.2010            | середня            | позапартійний                                 | приватний підприємець                                      |
| 13       | Джумара Марія Адамівна         | 02.11.2010            | середня            | член Всеукраїнського об'єднання «Батьківщина» | Новобросковецьке відділення зв'язку, листоноша             |
| 14       | Косменко Марія Петрівна        | 02.11.2010            | вища               | член Політичної партії «Наша Україна»         | Новобросковецька загальноосвітня школа І-ІІІ ст., директор |
| 15       | Кудельницька Георгіна Іванівна | 02.11.2010            | середня спеціальна | член Всеукраїнського об'єднання «Батьківщина» | Новобросковецька сільська рада, соціальний працівник       |
| 16       | Гуцуляк Юрій Георгійович       | 02.11.2010            | середня спеціальна | позапартійний                                 | тимчасово не працює                                        |